# Кодрон G.3
Кодрон G.3 је француски борбени једномоторни, двокрилни, двоседи, извиђачки авион коришћен у Првом светском рату.

## Пројектовање и развој
Пројектовали су га браћа Рене и Гастон Кодрон у току 1913 а први пут је полетео маја 1914. године. Авион Koдрон G.3 није био наоружан служио је као извиђач, међутим касније у току рата био је опремљен лаким малокалибарским митраљезом за властиту одбрану а понеки су носили и мале ручне бомбе тако да је служио и као лаки бамбардер.
GOTHA немачка фирма за производњу авиона је на основу заробљених авиона Кодрон G3 производила његове копије које су носиле ознаку GOTA LD3.
На бази авиона Koдрон G.3 у току 1915. године развијен је бомбардер Koдрон G.4 са два мотора који се производио у Кодроновој филијали у Великој Британији.

## Опис
Авион Koдрон G.3 је једномоторни двокрилац дрвене конструкције са неједнаким крилима (доња крила су краћа и ужа од горњих). Крила су правоугаоног облика пресвучене импрегнираним платном а међусобно су повезана упорницама и затежућим клавирским жицама. На старијим авионима овог типа управљање авионом се изводило савијањем горњих крила. На новијим авионим овог типа била су за управљање уграђена крилца на на горњим крилима. Уместо трупа имао је две решеткасте конструкције, које су се паралелно протезале ка репу авиона на коме су се налазили: хоризонтални стабилизатор и кормило висине и два кормила правца. На предњин странама решеткастих носача а испод крила су се налазили удвојени точкови чија је осовина гуменим кајшевима била везана за конструкцију. Кајшеви и гумени точкови су служили за амортизацију удара при слетању авиона.
Погонска група овог авиона је био ротативни мотор ваздухом хлађен са дрвеном вучном елисом који се налази у кљуну авиона. Обртни (ротативни) мотор је био заштићен лименом облогом. Кабина авиона је била направљена од дрвених вишеслојних плоча и у је могла да се смести двочлана посада.

### Варијанте авиона
Авиони из фамилије Кодрон G.3 су се међусобно веома мало разликовали то су у ствари била прилагођавања основног типа G.3 разним потребама и варијације са различитим моторима. Постојала је и хидропланска варијанта овог авиона када су уместо точкова монтирани пловци.
- Кодрон G.3 А2 - оригинална верзија са Gnome/Le Rhone ротационим мотором снаге 60 kW
- Кодрон G.3 D2 - верзија школски двосед са дуплим командама коришћен у Русији и Блискон истоку
- Кодрон G.3 E2 - верзија школског авиона за основну обуку
- Кодрон G.3 R1 - школски авион коришћен у Француској и ваздушног корпуса САД
- Кодрон G.3 12 - верзија са звездастим 10-то цилиндричним мотором Anzani снаге 75 kW
- GOTHA LD3; LD4 - верзије које је производила немачка GOTHA на основу заробљених примерака.

## Оперативно коришћење
Коришћен је за време рата у преко 27 земаља широм света, а због свог кавалитета и практичности његово коришћење је продужено све до половине двадесетих година 20. века. Укупно је направљено 2.450 ових авиона од тог броја 233 авиона је произведено по лиценци у Великој Британији а 166 у Италији. Када је повучен са прве линије фронта овај авион је служио за обуку пилота јер је због своје стабилности опраштао пилотима почетничке грешка.

## Земље које су користиле овај авион
| - Аргентина - Аустралија - Француска - Велика Британија - Белгија - Бразил - Турска - Русија - Србија - Перу - Португалија - Шпанија - Немачко царство - Кина | - Колумбија - Данска - Салвадор - Финска - Грчка - Гватемала - Хондурас - Италија - Пољска - Румунија - САД - Венецуела - СССР |

## Сачувани примерци
До данас су сачувана три примерка овог авиона који се налазе у:
- музеју РАФ-а
- музеју у Ла Буржеу и
- музеју ратног ваздухопловства Белгије.

Направљене су и две реплике овог авиона једна се налази у Ваздухопловном музеју Португалије а други у музеју ваздухопловства у Венецуели.